# Heterorachis harpifera
Heterorachis harpifera là một loài bướm đêm trong họ Geometridae.